# Pixote, la loi du plus faible
Pour plus de détails, voir Fiche technique et Distribution.
Pixote, la loi du plus faible (Pixote, a Lei do Mais Fraco) est un film brésilien réalisé par Héctor Babenco, sorti en 1981. Il est adapté du roman de José Louzeiro. Ce film, consacré à l'enfance abandonnée, et habité d'une terreur sourde, a eu un succès international et a reçu plusieurs récompenses. Cette œuvre est marquée également par le destin ultérieur de l'acteur jouant le rôle de Pixote.
En novembre 2015, le film est inclus dans la liste établie par l'Association brésilienne des critiques de cinéma (Abraccine) des 100 meilleurs films brésiliens de tous les temps.

## Synopsis
Le film débute par un prologue, le cinéaste évoque la condition du mineur au Brésil. Environ 3 millions d'enfants n'auraient ni maison ni foyer, en plus de ne pas connaître leurs familles. Sur ce constat, Héctor Babenco tire l'essence dramatique de son film, l'enfance déshéritée, sans lendemain, sans rien, l'embrigadement au sein de gangs les utilisant à moindre coût et sans risques légaux.
Arrêté par la police avec sa bande dans les rues de São Paulo, Pixote, un jeune garçon d’une dizaine d’années, est incarcéré dans un centre pénitentiaire pour délinquants juvéniles. Il y apprend " la loi du milieu " : chantage, brimades, rackets, viols des petits par les plus grands. Il s’évade en compagnie d’une transsexuelle, Lilica, de Dito et Chico. Ils volent puis trafiquent de la drogue. Chico et Pixote voulant récupérer l'argent d'une dealeuse ayant volé leurs stock de drogue, celle-ci tue Chico et se fait poignarder à mort par Pixote. Le trio constitué de Lilica, Dito et Pixote, rachète une prostituée droguée et malade nommée Sueli. Elle attire des clients qui se font dépouiller par les trois délinquants. Lors d'un de ces guet-apens Pixote tue accidentellement Dito. Chassé par Sueli il fuit São Paulo.

## Fiche technique
- Titre : Pixote, la loi du plus faible
- Titre original : Pixote, a Lei do Mais Fraco
- Réalisation : Héctor Babenco
- Scénario : Héctor Babenco et Jorge Durán, d'après l'ouvrage Infancia dos mortos de José Louzeiro
- Photo : Rodolfo Sánchez
- Musique : John Neschling
- Montage : Luiz Elias
- Production : Embrafilme (José Pinto & Paulo Francini), Héctor Babenco Filmes
- Pays d’origine : Brésil
- Langue : portugais
- Genre : Drame
- Durée : 125 minutes
- Date de sortie : 1981
- Interdit aux moins de 12 ans

## Distribution
- Fernando Ramos Da Silva : Pixote
- Jorge Julião : Lilica
- Marília Pêra : Sueli
- Gilberto Moura : Dito
- Edilson Lino : Chico
- Zenildo Oliveira Santos : Fumaça
- Claudio Bernardo : Garatao
- Israel Feres David : Roberto Pie de Plata
- Jose Nilson Martin Dos Santos : Diego
- Jardel Filho : Sapatos Brancos
- Rubens de Falco : Juiz
- Elke Maravilha : Debora
- Tony Tornado : Cristal
- Beatriz Segall : Widower
- João José Pompeo : Almir

## Origine et production
Le contexte cinématographique dans lequel s'inscrit Pixote, a lei do mais fraco est celui d'un cinéma désormais totalement intégré à l'État brésilien. Cette transformation de la structure du cinéma brésilien dans un sens vraiment industriel, en rupture totale avec le cinema Novo[style à revoir], s'accorde avec les diverses revendications ayant émané du Congrès de l'Industrie Cinématographique Brésilienne réuni à Rio de Janeiro en 1972.
Le bouleversement du marché cinématographique est définitivement consommé lorsqu'en 1975, l'Embrafilme ingère l'Institut National du Cinéma. Ainsi l'année suivante, l'État brésilien, par l'intermédiaire du Conseil National du Cinéma, contrôle désormais (au sein d'une économie mixte) les organes fondateurs que sont la production et la distribution.
Trois facteurs auront ainsi joué dans ce bouleversement :
l'augmentation progressive des quotas d'exploitation favorables aux films brésiliens
l'implication d'un ticket standard endiguant la fuite de la recette des entrées en salles par des directeurs alors libres de fixer leurs prix
la prise en charge de la distribution des films par Embrafilme, fondée sur un fonctionnement des aides calqué grossièrement sur celui du CNC français.
S'il subsiste toujours un certain décalage entre des productions qui augmentent et des spectateurs qui se tournent plus vers la télévision, elle permet la survie d'un cinéma brésilien dont l'État aura apporté une aide décisive.
Réalisé par Héctor Babenco, Pixote, a lei do mais fraco est l'œuvre d'un argentin installé à São Paulo depuis 1969 puis naturalisé brésilien dans le courant des années 70. Quatrième de ses longs métrages, Pixote, a lei do mais fraco s'inscrit dans une année 1980 record pour la production brésilienne, avec 103 films enregistrés. Réalisé corrélativement à une certaine libéralisation de la censure, Pixote, a lei do mais fraco comptabilisera 2 millions d'entrées au Brésil et une distribution mondiale élargie à plus de 35 pays. Le film aurait eu 8 millions de spectateurs.

## Le destin dePixote
Le jeune acteur du rôle-titre, Fernando Ramos Da Silva, était lui-même un enfant en difficulté de la favela de Diadema, mais il avait néanmoins déjà joué dans une pièce de théâtre. Contrairement à l'opinion répandue, Babenco n'avait pas recruté ses acteurs parmi les enfants des rues de São Paulo, mais après un long casting d'enfants ayant déjà une petite expérience du spectacle.
Après le succès inattendu de Pixote, Fernando eût beaucoup de mal à se défaire de ce rôle, tout le monde l'appelait Pixote. Aidé par Babenco, il apparut à la télévision dans une série et tourna en 1983, un autre film obscur, Gabriela de Bruno Barreto. Babenco alla même jusqu'à acheter une maison pour sa famille, mais celle-ci fut revendue très rapidement. Fernando fut arrêté pour vol et l'évènement fut très médiatisé au Brésil. Dès lors, il devint, pour la police, l'archétype du délinquant. Fernando se maria et eut une fille, mais il continua de mener une vie marginale, poursuivi sans cesse par la police ou les milices para-militaires. Le 25 août 1987, il est finalement abattu par la police militaire dans des circonstances troubles qui peuvent laisser penser à une exécution,, il avait 19 ans. En 2007, Felipe Briso et Gilberto Topczewski réalisent un court métrage Pixote in memoriam qui revient sur la genèse du film et le destin tragique de Pixote.

## Récompenses
- San Sebastián International Film Festival: OCIC Award - Mention Honorable pour Hector Babenco; 1981.
- Locarno International Film Festival: Silver Leopard; Hector Babenco; 1981.
- Grand Prix au Festival de Biarritz, cinémas et cultures d'Amérique latine; 1981.
- Los Angeles Film Critics Association Awards: LAFCA Award; Meilleur Foreign Film; 1981.
- New York Film Critics Circle Awards: NYFCC Award; Meilleur dialogues Film; 1981.
- Boston Society of Film Critics Awards: BSFC Award; Prix de la meilleure actrice, Marília Pêra; Best Film; 1982.
- National Society of Film Critics Awards, USA: NSFC Prix de la meilleure actrice, Marília Pêra; 1982.

Nominations
- Golden Globes: Golden Globe, Best Foreign Film, Brazil; 1982.